# Pier van Gosliga

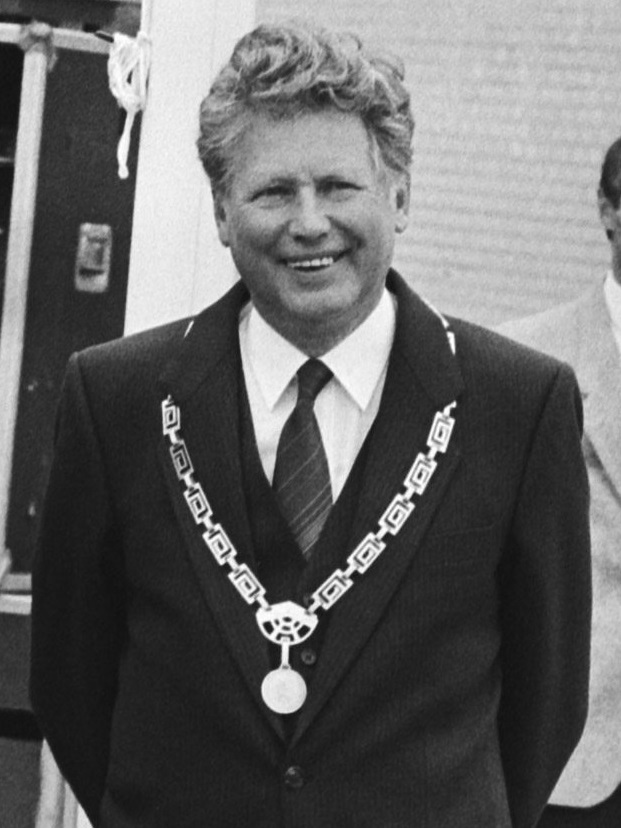
Burgemeester P. van Gosliga tijdens het bezoek van koningin Beatrix aan Callantsoog op Koninginnedag 1985

Pier van Gosliga (Huizum, 24 februari 1926 – Schagen, 9 september 2019) was een Nederlands politicus van de PvdA.
Hij groeide op in Mantgum en na de mulo ging hij in 1943 werken bij de gemeentesecretarie van Rauwerderhem. Daarna was hij achtereenvolgens werkzaam bij de gemeenten Baarderadeel en Dantumadeel. Midden 1955 verliet hij Friesland vanwege zijn aanstelling tot eerste ambtenaar en gemeente-ontvanger in Zuid- en Noord-Schermer. In 1965 werd hij de gemeente-ontvanger en chef van de afdeling financiën van de gemeente Medemblik en vanaf november 1969 was hij de gemeentesecretaris van Andijk. In november 1976 werd Van Gosliga benoemd tot burgemeester van Callantsoog wat hij zou blijven tot hij in maart 1987 vervroegd met pensioen ging. In 2019 overleed hij op 93-jarige leeftijd.